# Salsipuedes
Salsipuedes é um filme de drama panamenho de 2016 dirigido por Ricardo Aguilar Navarro e Manuel Rodríguez.
Foi selecionado como representante de seu país ao Oscar de melhor filme estrangeiro em 2017.

## Elenco
- Elmis Castillo - Andrés Pimienta
- Maritza Vernaza - Eloísa
- Jaime Newball - Bobby Pimienta
- Lucho Gotti - Esteban Pimienta